# Stanisław Gawlik (polityk)
Stanisław Gawlik (ur. 6 maja 1941 w Karwinie) – polski inżynier i działacz mniejszości polskiej na Zaolziu, poseł do Izby Ludowej Zgromadzenia Federalnego Czechosłowacji (1992).

## Życiorys
W 1972 ukończył Akademię Rolniczą we Wrocławiu ze specjalnością inżyniera rolnictwa. W latach 1972–1976 pracował jako zootechnik w miejscowości Szonychel, a od 1976 w gospodarstwie rolniczym w Jabłonkowie. Od 1961 do 1967 pozostawał członkiem Komunistycznej Partii Czechosłowacji. Działał w Polskim Związku Kulturalno-Oświatowym (PZKO, od 1957). Na początku lat 90. pełnił funkcję przewodniczącego Rady Wykonawczej Ruchu Politycznego Coexistentia. W 1992 został wybrany jednym z dwóch polskich posłów do Izby Ludowej Zgromadzenia Federalnego Czechosłowacji.
Od 1972 jest członkiem Czeskiego Zrzeszenia Technicznego (Český svaz vědeckotechnických společností, ČSVTS).